# John Kotelawala
John Lionel Kotelawala (syngaleski ජෝන් කොතලාවල, tamilski ஜோன் கொத்தலாவல; ur. 4 kwietnia 1897, zm. 2 października 1980 w Kolombo) – cejloński wojskowy (z honorowym stopniem generała) i polityk, premier kraju (i jednocześnie minister obrony oraz spraw zagranicznych) w latach 1953–1956; za jego urzędowania Cejlon przystąpił w 1955 do Organizacji Narodów Zjednoczonych. Był członkiem Tajnej Rady Wielkiej Brytanii. 
Ofiarowana państwu przez Kotelawalę w 1979 rezydencja premiera, Kandawala, po jego śmierci stała się siedzibą Akademii Obrony. 